# 崔興武

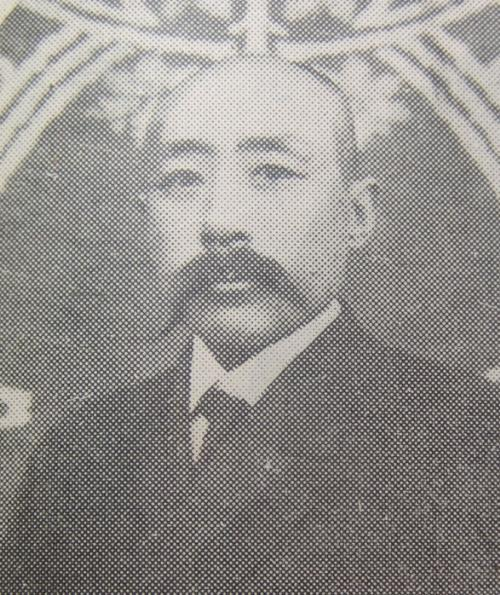
崔兴武

崔兴武（1885年—1948年），字新五，满族，辽宁省黑山县人，中华民国军事人物。

## 生平
崔兴武自幼便擅长射击以及马术。清朝光绪三十四年（1908年），他考入直隶武术左军讲武堂。后来他参加军队，逐渐升迁。1923年，他加入直系军阀的热河骑兵第9旅，随旅长张连同驻开鲁县，历任营长、团长。第二次直奉戰爭之后，他于1925年随部队投靠奉系张作霖，不久取代张连同任旅长，号称“崔司令”。他在开鲁县大力扩充势力，占据土地，并拥有了包括“兴隆泉”烧锅（即酿酒坊）在内的许多商号。
1928年东北易帜后，崔兴武旅改为东北骑兵第17旅，崔兴武升任东北边防陆军少将。1930年2月，他派李守信围歼了嘎达梅林所率的起义军。 1931年11月日军侵占通辽以后，曾多次进攻开鲁县，他进行了阻击。1933年2月中旬，他通过和日军谈判，接受了日军的条件和金钱，率部撤至天山（阿鲁科尔沁旗）。此后不久，他弃军经商，任日本人办的满洲国新京特别市赛马会会长。
1945年抗日战争胜利以后，他投靠中国国民党，和李守信等人组织了热河人民自卫军，并且和张念祖合作。1948年冬，他率部队在老家辽宁省黑山县活动时，被中国人民解放军包围并且击毙，享年63岁。